# Die Charité – Medizin unterm Hakenkreuz
Die Charité – Medizin unterm Hakenkreuz ist ein deutscher Dokumentarfilm aus dem Jahr 2019 von Dagmar Wittmers über die 12 Jahre des Berliner Krankenhauses Charité in der Zeit des Dritten Reichs.

## Handlung
Behandelt werden die Themen: Eugenik, das Gesetz zur Verhütung erbkranken Nachwuchses, das Erbgesundheitsgericht, Altes Zuchthaus in Brandenburg an der Havel, Städtische Nervenklinik für Kinder und Jugendliche Wiesengrund, Betäubungsmittel Luminal, Sulfonamide,
und die Personen: Wolfgang Heubner, Ferdinand Sauerbruch, Karl Brandt, Georg Bessau, Karl Bonhoeffer, Walter Stoeckel, Gerhard Kujath, Max de Crinis, Ernst Hefter, Maria Fritsch, Fritz Kolbe, Horst Fischer, Josef Mengele, Mittwochsgesellschaft, Ludwig Beck, Ulrich von Hassell, Claus Schenk Graf von Stauffenberg, Robert Havemann, Georg Groscurth, Hermann Stieve.
Jüdische Dozenten werden von überzeugten nationalistischen Medizinstudenten diskriminiert. Durch das Gesetz zur Wiederherstellung des Berufsbeamtentums vom 7. April 1933 werden alle jüdischen Ärzte entlassen. Nach neuen Weisungen müssen Jungärzten an allen Kliniken im Deutschen Reich Posten angeboten werden. Es tauchen vereinzelt Flugblätter gegen die Nazis auf, z. B. bei einer Krankenschwester, was mit Kündigung geahndet wurde.
Otto Krayer vom Pharmakologischen Institut soll 1933 den Lehrstuhl des von der nationalsozialistischen Regierung aus rassistischen Gründen entlassenen Kollegen Philipp Ellinger an der Heinrich-Heine-Universität Düsseldorf übernehmen, doch er weigert sich aus moralischen Gründen. Er wird der einzige deutsche Wissenschaftler bleiben, der diese Haltung öffentlich und offensiv vertritt, woraufhin er von allen deutschen Hochschulen ausgeschlossen wird, emigriert und später an der Harvard University Karriere macht.
Mit Kriegsbeginn erhält die Medizin einen neuen Stellenwert und neue Direktiven. Nach Kriegsende wird sich schnell um den Wiederaufbau gekümmert – eine wirkliche Entnazifizierung bleibt aus, Deutschlands Kliniken hätte man sonst schließen müssen. Bereits 1946 werden wieder Medizinstudenten immatrikuliert, während beim Nürnberger Ärzteprozess unter den zwanzig angeklagten Ärzten sieben Berliner Hochschulmediziner waren, darunter auch Ärzte der Charité.

## Hintergrund
Von den 20 Ärzten, die im Nürnberger Ärzteprozess nach dem Krieg angeklagt wurden, waren sieben Berliner Hochschulmediziner, darunter auch Ärzte der Charité.
Keiner der international hochgeachteten Professoren an der Charité wie Ferdinand Sauerbruch, Walter Stoeckel oder Georg Bessau war Mitglied der NSDAP.
Im Film werden Themen und / oder Personen von den Medizinhistorikern Udo Schagen, Thomas Schnalke, Thomas Beddies kommentiert.

## Veröffentlichung und Zuschauerzahlen
Der Dokumentarfilm wurde im Anschluss an die ersten beiden Folgen der zweiten Staffel der Fernsehserie Charité am Dienstag, den 19. Februar 2019, in Das Erste ausgestrahlt und von 3,82 Millionen Zuschauern gesehen, was einem Marktanteil von 14,4 % entsprach.

## Filmzitate
„All die hohen Herren wissen ganz genau, dass sie auch einen Blinddarm haben.“

„Wir haben die Straße erobert, wir müssen auch die Wissenschaft erobern.“

## Diensteid
den alle deutschen, öffentlichen Beamten und auch die Ärzte der Charité schwören mussten:

„Ich schwöre: Ich werde dem Führer des Deutschen Reiches und Volkes, Adolf Hitler, treu und gehorsam sein, die Gesetze beachten und meine Amtspflichten gewissenhaft erfüllen, so wahr mir Gott helfe.“